# Pfarrkirche Gaaden

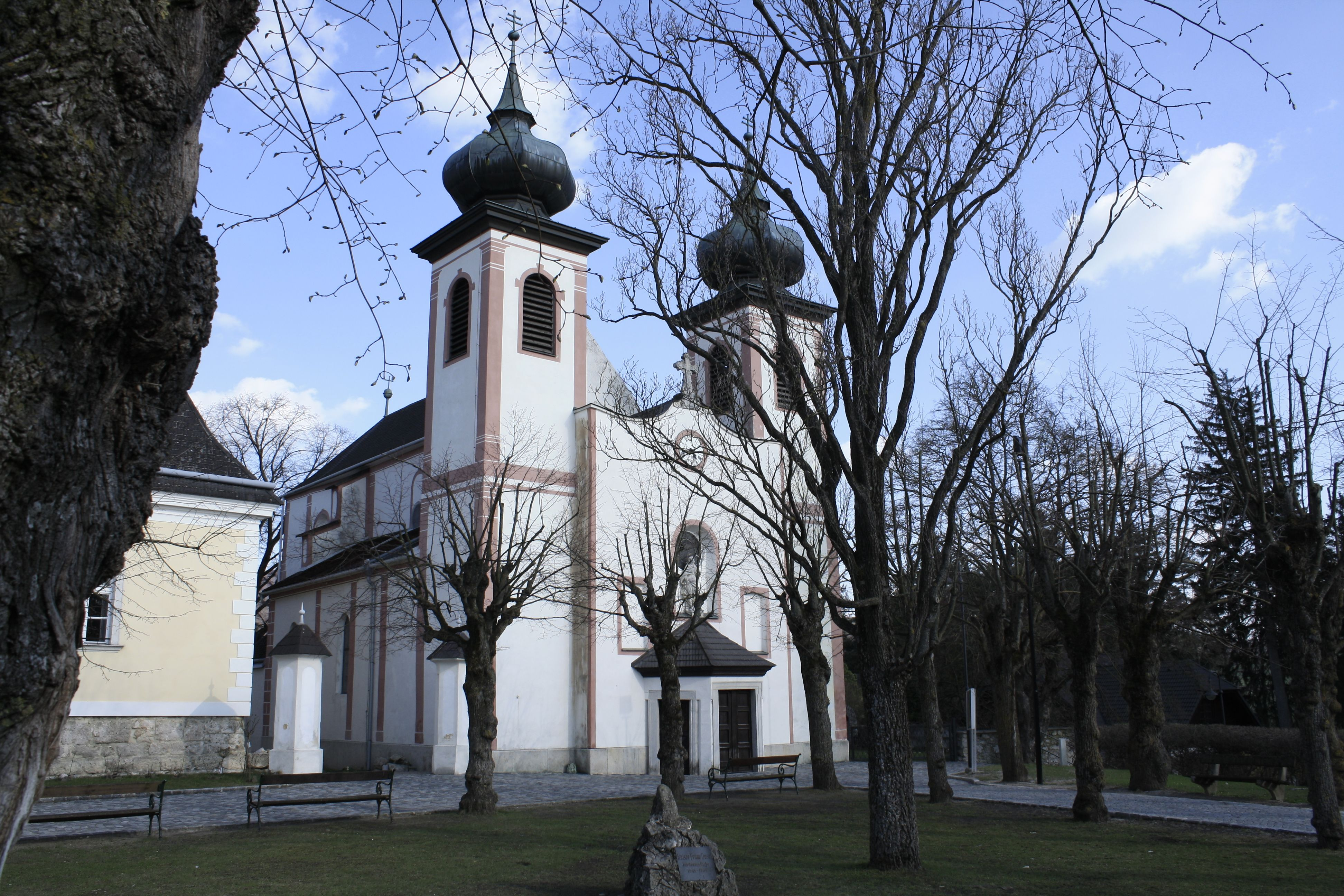
Kath. Pfarrkirche hl. Jakobus der Ältere in Gaaden

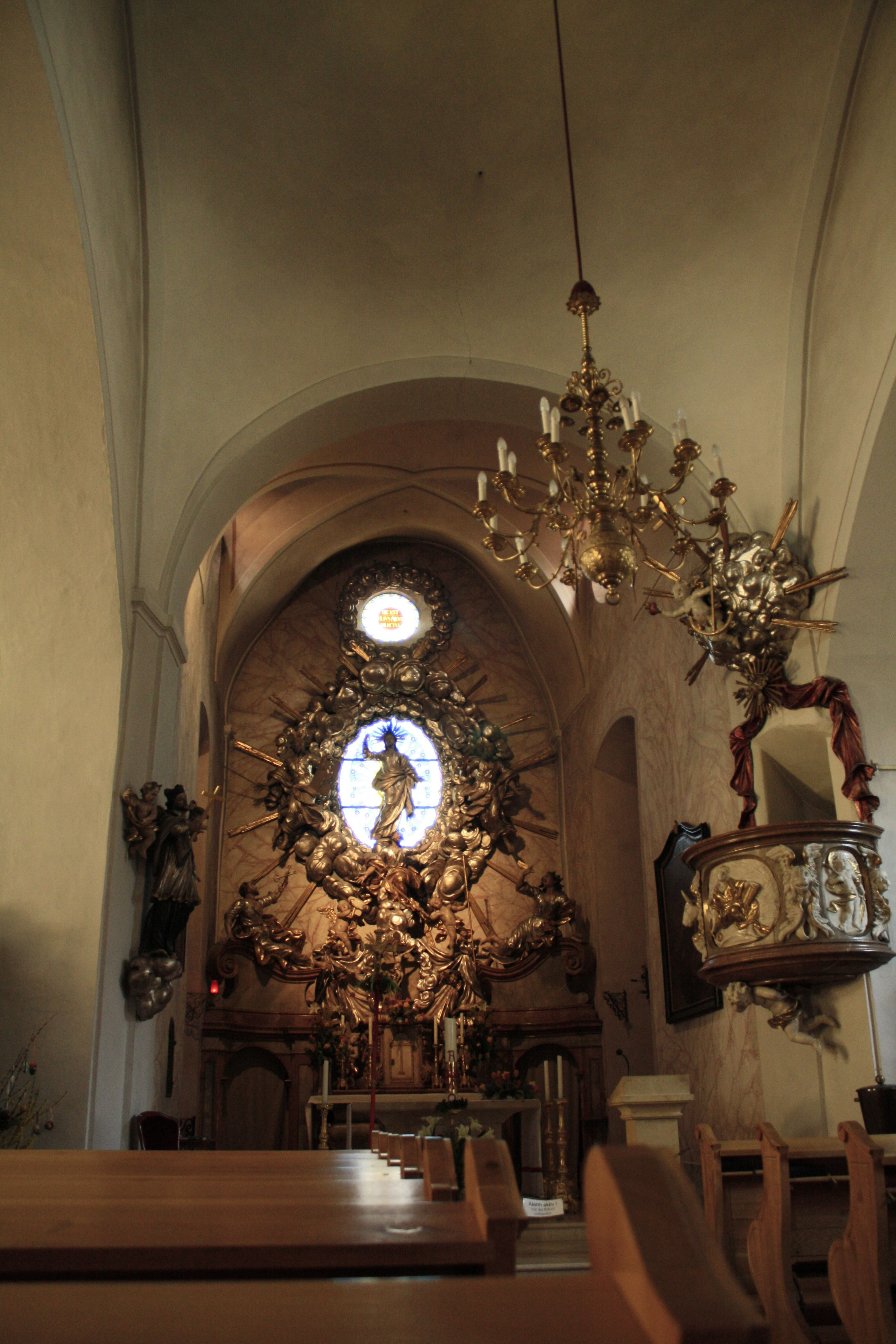
Im Langhaus zum romanischen Chor, barocker Hochaltar mit barocker Lichtführung

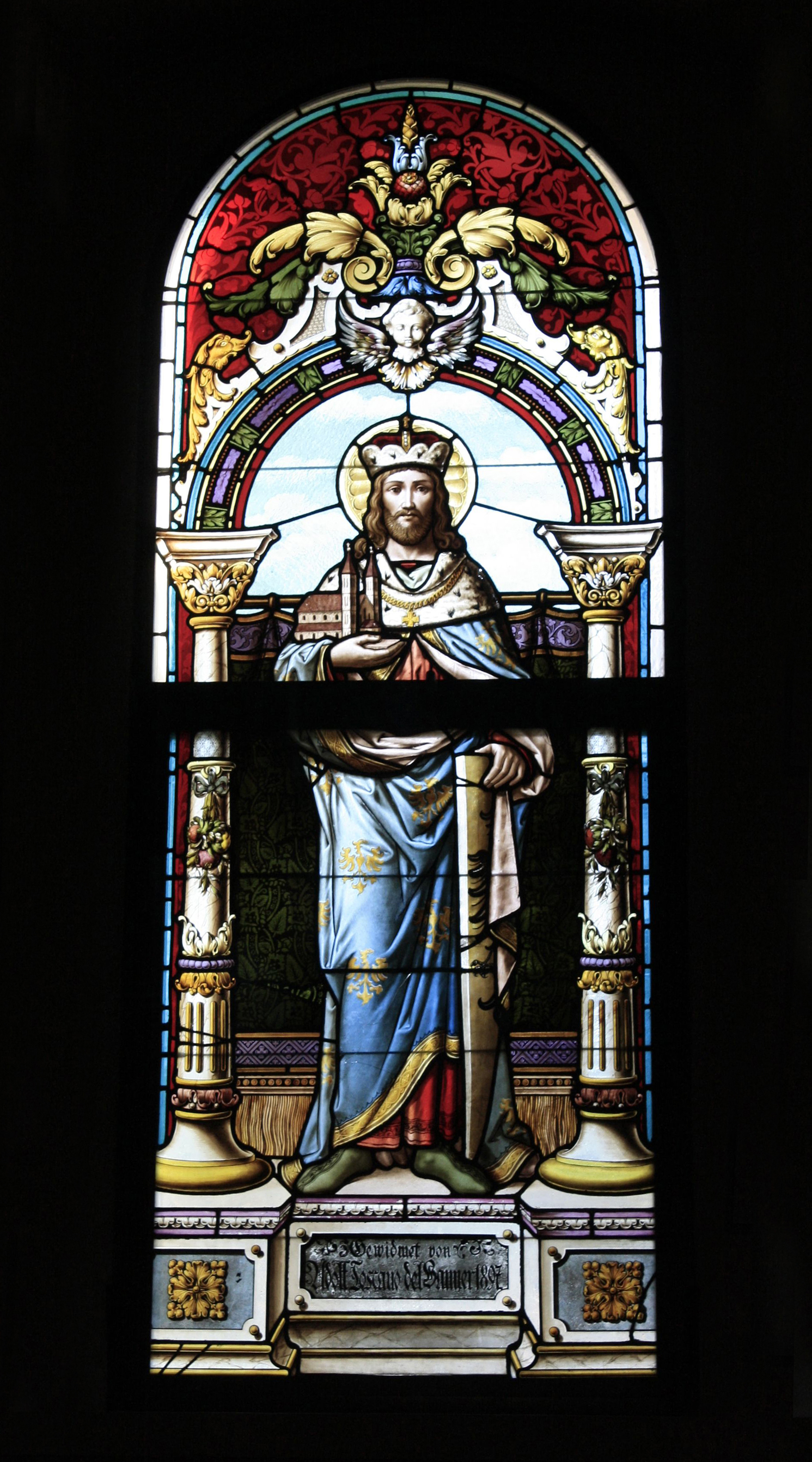
Glasfenster hl. Leopold III.

Die römisch-katholische Pfarrkirche Gaaden steht weithin sichtbar westlich des Ortes auf einem Hügel in der Gemeinde Gaaden im Bezirk Mödling in Niederösterreich. Die dem Heiligen Jakobus geweihte Kirche – dem Stift Heiligenkreuz inkorporiert – gehört zum Dekanat Heiligenkreuz im Vikariat Unter dem Wienerwald der Erzdiözese Wien. Die Kirche und der Pfarrhof samt Portal stehen unter Denkmalschutz.

## Geschichte
Eine Kirche wurde 1130 erstmals urkundlich genannt. Reste einer romanischen Saalkirche mit einem eingezogenen Chorquadrat und einem Westturm wurden ergraben. Um das Jahr 1300 wurde die Kirche eingewölbt und 1334 zur Pfarrkirche erhoben. 1576 wird in den Quellen von einem Brand berichtet. Während des Großen Türkenkrieges wurde die Kirche 1683 beschädigt. Die mittelalterliche Burgkirche wurde um 1735/1740 umfassend unter Abt Robert Leeb von Heiligenkreuz mittels einer Doppelturmfassade erweitert.
Bei einem Einbruch im Jahr 2003 wurde unter anderem auch eine Engelskulptur von Giovanni Giuliani gestohlen. Sie tauchte im Jahr 2019 in Wien im Laufe einer Nachlassauflösung wieder auf und konnte retourniert werden.

## Architektur
Das ursprüngliche Burg-Kirchen-Ensemble mit einem im Pfarrhof nördlich der Kirche erhaltenen Wohnturm ist im Süden und Osten von einer Kirchhofmauer umgeben.
Das Langhaus mit seitlichen Rundbogenfenstern unter einem Satteldach zeigt eine gemalte Fassadengliederung mit Pilastern. Die Westfassade weist einen Mittelrisalit und einen leicht geschwungenen Blendgiebel auf, welcher mit einem Steinkreuz mit Kartusche bekrönt wurde, das ehemalige Emporenfenster wurde vermauert. Über dem Westportal steht die Statue hl. Jakobus des Älteren von der Hand des Bildhauers Giovanni Giuliani, die zu Anfang des 18. Jahrhunderts angefertigt wurde. Die flankierenden Türme der Westfassade sind im Verhältnis zum Mittelrisalit etwas zurückgesetzt. Die Türme haben rundbogige Schallfenster und Zwiebelhelme. Der Westfassade wurde ein kleiner polygonaler Portalvorbau vorgestellt. Der leicht eingezogene romanische Chor wird durch Sakristeianbauten im Norden und Süden verdeckt. Bei einer Restaurierung 1991 wurden eine Sgraffitoquaderung und Teile einer Fensterrahmung aus der Zeit der Wiederherstellung 1579 nach dem Brand von 1576 freigelegt. Der Chor weist im Norden abgetreppte Stützpfeiler und im Osten barocke Rund- und Ovalfenster auf.
Das Kircheninnere wurde im Langhaus – ursprünglich ein romanischer Saal – mit weiten Flachbögen zu seitenschiffartigen, zusätzlichen Räumen geöffnet und damit zu einem quadratischen, hohen Zentralraum erweitert. Die Glasmalereien im Langhaus stellen die Heiligen Johannes der Täufer, Josef, Leopold und Anna mit Maria. Hergestellt wurden diese wohl von Rudolf Geyling im Jahr 1897. Im Chor zeigt der Oculus einen Strahlenkranz. Das Fenster in der Westwand zeigt den hl. Petrus.

## Ausstattung
Die spätbarocke Ausgestaltung des Kircheninneren mit Altären, Plastiken, der Kanzel unter Einbeziehung der Ostwand des Chores mit Fenstern und Lichtführung erfolgte durch den Bildhauer Giovanni Giuliani nach 1735. 

### Orgel
Die Orgel mit 12 Registern (12/I/P), welche sich in einem klassizistischen Gehäuse befindet, wurde 1843 von Christoph Erler erbaut.

### Glocken
Die Kirche besitzt vier Glocken:
| Nr. | Schlagton | Gewicht in Kg. | Durchmesser in cm | Gießer                   | Gussjahr |
| --- | --------- | -------------- | ----------------- | ------------------------ | -------- |
| 1   | a¹        | 411,8          | 90                | Glockengießerei Pfundner | 1954     |
| 2   | cis²      | 214,4          | 71                | Glockengießerei Pfundner | 1954     |
| 3   | e²        | 127,9          | 60                | Glockengießerei Pfundner | 1954     |
| 4   | fis²      | 94             | 54                | Ludolff Overlach         | 1689     |

Die vierte Glocke dient als Totenglocke und wird von Hand geläutet, an manchen Anlässen erklingt sie auch mit dem Rest des Geläuts.